# 茲洛比奇河
茲洛比奇河（烏克蘭語：Злобич），是烏克蘭的河流，位於該國北部日托米爾州，屬於伊爾沙河的左支流，流經科羅斯堅區，河道全長17公里，流域面積81.4平方公里。